# Triangulocypris keiji
Triangulocypris keiji is een mosselkreeftjessoort uit de familie van de Candonidae. De wetenschappelijke naam van de soort is voor het eerst geldig gepubliceerd in 1963 door Bold.